# Famille L'Enfant
Pour les articles homonymes, voir L'Enfant.
Cet article possède un paronyme, voir Lenfant#Patronymie.
La famille L'Enfant est une ou plusieurs familles d'ancienne chevalerie originaire de l' Anjou et du  Maine connues selon les branches depuis le XIe siècle ou le XIVe siècle.
Il y eut plusieurs familles ou branches de ce nom en Anjou et dans le Maine que certains auteurs relient entre-elles. La filiation de la famille L'Enfant qui forma trois branches dites de la Patrière, du Bordage et de Boismoreau établit sa filiation remontant à 1505 lors des jugements de maintenue de noblesse en 1666.
Cette famille ne doit pas être confondue avec la famille de Lenfant, implantée à Aix-en-Provence qui a prétendu s'y rattacher.

## Histoire
Henri Beauchet-Filleau écrit qu'il y eut  plusieurs familles l'Enfant en Anjou.
L'abbé Angot écrit que la famille L'Enfant est une famille d'antique chevalerie, qu'on trouve, dès l'établissement de la baronnie de Laval, à la suite de Guy Ier de Laval et qu'on peut croire qu'elle était originaire comme lui du Maine où se trouvait son domaine de Varennes. Il ajoute « il serait donc juste de dire que les L'Enfant de Laval descendent de ceux de Varennes, et non qu'ils furent continués par ceux de Varennes »
.

Il mentionne sans les relier des porteurs du nom:
- Lisois L'Enfant et ses trois fils : Robert, Hugues et Geoffroy, témoins dès 1080 d'une charte de Renaud Ier de Craon en faveur de l'abbaye Saint-Aubin d'Angers
- Hamelin L'Enfant qui en 1205 augmente les droits de mouture que Vivien, son père, avait donnés au Prieuré des Bonshommes de Craon sur son moulin de la Guéhardière, Gentilhomme bien allié et puissant en biens, seigneur d'Estein, de la Quautière, de Varennes, sénéchal de Meslay et vassal de Guy VI de Laval qu'il servit dans toutes ses guerres en Syrie et en France, il en reçut la châtellenie d'Olivet et la belle maison du Bourg-Hersand. Néanmoins, il en perdit le titre et Guy de Laval s'en prévalut. Pour se venger, Hamon déclara la guerre à son suzerain et à la suite d'un combat où il eut l'avantage il fit brûler le Bourg-Hersand. Leur différend ne fut réglé que par l'intervention de l'évêque du Mans[3]

Il indique qu'une famille L'Enfant en Provence (dont était Anne-Alexandre-Charles-Marie L'Enfant, prédicateur du roi Louis XVI, tué pendant la Révolution française à la prison des Carmes) se disait issue de ceux d'Anjou et du Maine.
Henri Jougla de Morenas écrit que la famille l'Enfant "serait d’ancienne chevalerie", et connue depuis Jean L‘Enfant, chevalier, seigneur de la Patrière vivant en 1370 et qu'elle s’est divisée en 3 branches : de la Patrière; du Bordage et de Boismoreau. Il précise que La filiation, établie lors des jugements de maintenue de noblesse, remontait à André L‘Enfant, écuyer seigneur de la Patrière, allié en 1505 à Jeanne Pelau, il fut père de Georges et de Gabriel; le petit-fils du premier, Isaac, qui épousa Mademoiselle de Morher, laissa deux fils maintenus nobles en 1667.

## Leschaudronniers
Un ancien mémoire porte que les seigneurs de la Patrière-Lenfant avaient droict de donner grâce aux chauderonniers qui avoient mérité la mort, et pouvoient les tirer du gibet ; que pour cela, les chauderonniers qui passoient à deux lieues à la ronde de cette maison, estoint obligés d'y venir demander s'il n'y avoit à rhabiller, et qu'ils devoint attacher une pièce avec trois clous à la grande porte du pont-levis; que cet usage se pratiquoit encore l'an 1659, mais que le titre de ce droict s'étant égaré, les chauderonniers ne le rendoint que par ancienne coutume.

## Filiation
« Cy gist missire Ambrois Lenfant Chevalier fust en son vivant De Cimbré et la Patrière Seigneur faisons pour luy prière Mil quatre cent quatre vingt neuf La Saincte terre son corps print Et Guillemette son espouse Dame de Thubeuf cyrepouse Mil quatre cent soixante six Leurs âmes soient es Cieux ravies Amen! Pater noster. Ave Maria. ».
Louis-Pierre d'Hozier dans son 'Armorial général de La France donne la filiation suivante de la famille l'Enfant en Anjou qui forma trois branches dites de la Patrière, du Bordage et de Boismoreau :
- Jean L'Enfant[8], chevalier, seigneur de la Patrière et de Cimbré, dont :
  - Ambroise L'Enfant, chevalier, seigneur de la Patrière et de Cimbré, marié en 1399 à Guillemette de Tuboeuf , dont :
    - Guillaume L'Enfant, écuyer[9], seigneur de la Patrière, marié à Isabeau de Brée, dont :
      - Guion L'Enfant, écuyer, seigneur de la Patrière et de Cimbré, marié en 1479 à Jeanne de Chivré, dont :
        - André L'Enfant, écuyer, seigneur de la Patrière, fut nommé capitaine et garde du château et place forte de Montjean, par provisions du 28 août 1489. Marié en 1505 à Jeanne Pelaud, dont :
          - Georges L'Enfant, écuyer, seigneur de la Patrière et de Cimbré, homme d'armes de la compagnie de 50 lances de Guy comte de Laval en 1545. Marié en 1539 à Françoise du Plessis, dont :
            - Gabriel L'Enfant, écuyer, seigneur du Boismoreau qui a fait la branche des seigneurs du Bordage.
            - Georges L'Enfant, abbé de Saint-Liénard près de La Rochelle.
            - Pyrrhus L'Enfant, seigneur de la Patrière, de la Houssaie, d'Espaux, de Portebise, grand-maître des eaux et forêts du comté de Laval en 1576, capitaine du château de Laval en 1590, capitaine de cent chevaux-légers en 1591, capitaine de cent hommes d'armes puis gentilhomme de la chambre du roi en 1592, chevalier de l'Ordre du roi en 1593, marié en 1573 à Claude de Chivré, dont :
              - Jacques I L'Enfant, écuyer, seigneur de la Patrière et de Cimbré, marié en 1609 à Françoise d'Allonville. Il abjura la religion protestante. Dont :
                - Jacques II L'Enfant, écuyer, seigneur de la Patrière et d'Espaux, capitaine d'infanterie dans le régiment d'Houdancourt en 1640 puis dans le régiment du Boquet en 1647, aide de camps des armées du roi et gentilhomme servant le roi en 1649, sergent-major à Furnes en 1650, maître d'hôtel ordinaire du roi en 1653. Marié en 1648 à Catherine Coustereau dont :
                  - Jean L'Enfant, écuyer, seigneur de la Patrière et d'Espaux, brigadier dans la première compagnie des mousquetaires puis lieutenant au régiment des gardes françaises. Il fut maintenue dans la qualité d'écuyer par ordonnance de Monsieur Chauvelin de Beauséjour. Il demeurait dans la paroisse de Courbeville, élection de Laval dans le Maine.

              - Guillaume L'Enfant, sieur de Scépeaux, son frère, et par leurs cousins :
              - Isaac L'Enfant, sieur du Bordage, paroissien de Baracé ;
              - Henri L'Enfant, sieur de la Garellière, paroissien de Baracé ;
              - Gédéon L'Enfant, sieur de Lirières et de Boismoreau, mariée à Suzanne Le Poitevin, veuve de Philippe de la Vairie, qui lui apporta la jouissance du château de Bazouges, près de La Flèche ; il y demeurait en 1669.

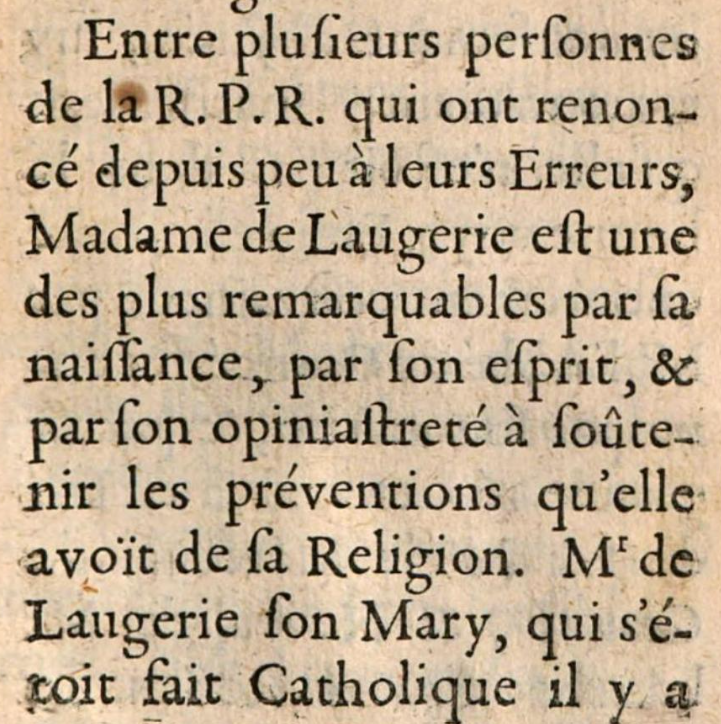
Extrait du Mercure Galant de mars 1686

Les descendants de Pyrrhus L'Enfant se convertirent, selon le Mercure Galant, à l'exception du sieur de Scépeaux, qui n'abjura qu'en 1685. Les descendants de Gédéon la professaient encore à l'époque de la Révocation de l'édit de Nantes. Quelques-uns d'entre eux donnèrent des preuves de constance, entre autres, au rapport du Mercure Galant,, Marie L'Enfant « une des personnes de la R. P. R. les plus remarquables par sa naissance, par son esprit et par son opiniastreté, » laquelle ne se décida qu'en 1686 via l'influence de l'Abbé Hardouin Rouxel de Médavy de Grancey à suivre l'exemple de Bonaventure de Moifant, son mari qui avait abjuré depuis quatre ans.

## Armes
Selon les sources on trouve des armes différentes pour des porteurs du nom qui appartiennent à différentes branches ou différentes familles de l'Anjou :
- D'or à trois fasces de gueules[11],[4],[7],[1].
- De gueules à trois fasces d'or[1],[12].
- D'argent à la bande d'azur, accostée de deux cotices de gueules (famille L'Enfant seigneurs de Varennes)[13],[1].
- D'azur à la bande d'or entre deux cotices du même (famille L'Enfant seigneurs de Varennes)[1].
- D'azur à la bande d'argent coticée d'or (châtellenie de Varenne l'Enfant)[14]

## Personnalités

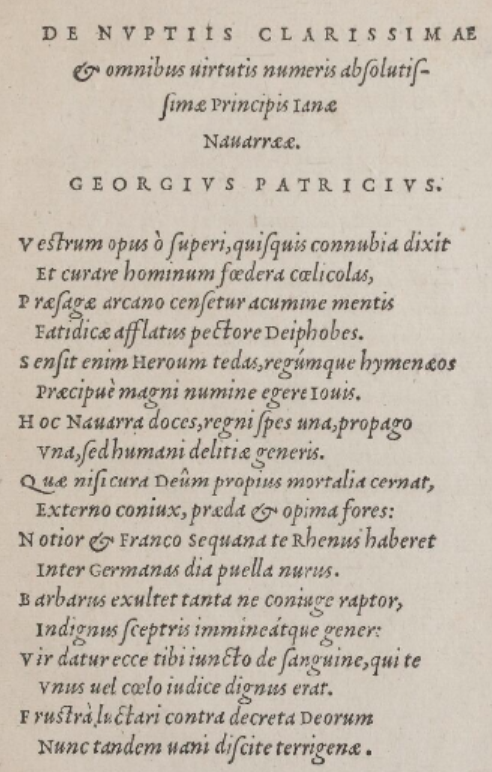
Les premiers vers connus de Georges L'Enfant signés "Georgius Patricius" en 1549

- Georges L'Enfant (ou encore Georges de la Patrière, ou Georgius Patricius) s'engage comme ses aïeux dans la carrière des armes au service de la Famille de Laval. Il est homme d'armes de la compagnie de 50 lances de Guy XVII de Laval, puis accède à la lieutenance. Il décède avant 1597. Amis de plusieurs poètes, il est aussi l'auteur de plusieurs rimes rassemblées pour la première fois par V.-L. Saulnier. Il fut un des premiers à saluer le talent de Joachim du Bellay et avait noués des liens avec Louis Des Masures. Ses premiers vers datent de 1549 et se trouvent dans un Épithalame offert à Jeanne d'Albret par Nicolas Bourbon[15].
- Pyrrhus L'Enfant, chef huguenot et militaire